# Referendum o članstvu Ujedinjenog Kraljevstva u Europskoj uniji
Referendum o članstvu Ujedinjenog Kraljevstva u Europskoj uniji održan je 23. lipnja 2016. 
Biračko tijelo glasovalo je većinom 51,9% za izlazak zemlje iz Europske unije. Odaziv je bio 72,2%.

## Pravni učinak
Odluku o povlačenju može donijeti samo britanski parlament. Referendum nije pravno obvezujući.

## Povijest
U siječnju 2013. godine britanski premijer David Cameron obećao je da će, ako njegova Konzervativna stranka osvoji većinu u parlamentu na općim izborima 2015. godine, do kraja 2017. održati referendum o ostanku svoje zemlje u reformiranoj Europskoj uniji.
Rezultati glasovanja u pojedinim djelovima Velike Britanije 
- Engleska - 15 188 406 (53%) za izlaz 13 266 996 (47%) za ostanak u EU
- Wales - 854 572 (52,5%) za izlaz, 772 347 (47,5%) za ostanak u EU
- Škotska - 1 018 322 (38%) za izlaz, 1 661 191 (62%) za ostanak u EU
- Sjeverna Irska - 349 442 (44%) za izlaz, 440 707 (56%) za ostanak u EU

Britanski premijer David Cameron nakon pobjede Brexita na referendumu, da će ostavku podnijeti u listopadu i da će svome nasljedniku prepustiti pregovaranje o izlasku njegove zemlje iz EU.